# Tapete Records
Tapete Records ist ein Independent-Label aus Hamburg.

## Geschichte
Das Unternehmen wurde 2002 von Gunther Buskies und Dirk Darmstaedter gegründet und konzentrierte sich anfangs auf Deutschpop-Bands wie Niels Frevert, Erdmöbel, Tele oder Anajo. Seit 2005 betreut das Label auch Künstler aus den USA, Großbritannien, Australien und Skandinavien, z. B. Lloyd Cole, Martin Carr, Robert Forster, Bill Pritchard, The Lilac Time, The Proper Ornaments, Bobby Conn, Christian Kjellvander oder The Monochrome Set. Über ein internationales Netz an Vertriebspartnern veröffentlicht das Label die Platten in verschiedensten Ländern der Welt.
2009 machte das Unternehmen einen Umsatz von rund 600.000 Euro und einen Verlust von 8000 Euro. 2011 gewann das Label den Hamburger Musikpreis HANS in der Kategorie Hamburger Label des Jahres. Die größten Erfolge in den deutschen Albumcharts des Labels waren folgende Veröffentlichungen:
- Robert Forster – Inferno: Platz 17
- Die Höchste Eisenbahn – Ich glaub dir alles: Platz 17
- Die Höchste Eisenbahn – Wer bringt mich jetzt zu den Anderen: Platz 18
- Andreas Dorau – Das Wesentliche: Platz 34
- Anajo – Hallo, wer kennt hier eigentlich wen?: Platz 51
- Schrottgrenze – Alles Zerpflücken: Platz 53
- Lloyd Cole – Broken Record: Platz 58 (außerdem in Schweden Platz 12, Neuseeland Platz 11)[2]
- Robert Forster – Songs to Play: Platz 60[3]
- Niels Frevert – Zettel auf dem Boden: Platz 61[4]
- Rocko Schamoni – Musik für Jugendliche: Platz 64
- Fehlfarben – Xenophonie: Platz 74
- Fehlfarben – Glücksmaschinen: Platz 84
- Lloyd Cole – Standards: Platz 98 (außerdem in Schweden Platz 22, UK Platz 74)[5]
- Die Liga der gewöhnlichen Gentlemen – It’s OK to Love DLDGG: Platz 60
- Die Liga der gewöhnlichen Gentlemen – Fuck Dance, Let’s Art: Platz 48, Vinylcharts Platz 10
- Stereo Total – Ah! Quel Cinema!: Platz 52

Zusätzlich schaffte es die Band Naked Lunch mit ihrer Veröffentlichung All is Fever im Jahr 2013 in den österreichischen Albumcharts auf Platz 5. Insgesamt hat Tapete Records bisher über 300 Tonträger veröffentlicht (Stand Juni 2015).
Tapete Records ist unter anderem auch mit dem Namen Tapete Songs als Musikverlag tätig und hat über 6000 Copyrights im Repertoire, von denen etliche schon in amerikanischen und britischen Serien verwendet wurden (unter anderem Better Call Saul (USA), Grimm (USA), Chuck (USA), Skins (USA) und Homeland (USA)). Howdy Partner Booking (früher: Tapete Booking) gehört ebenfalls zu Tapete Records. Die Bookingagentur vertritt labeleigene Bands sowie Bands, die nicht bei Tapete Records veröffentlichen. Insgesamt bucht Howdy Partner Booking derzeit etwa 60 Acts (z. B. Die Liga der Gewöhnlichen Gentlemen, Bernd Begemann & Die Befreiung, Robert Forster, Östro 430, Bobby Conn, Christian Kjellvander und viele mehr).
Am 17. Oktober 2013 gab Dirk Darmstaedter auf seiner Facebook-Seite bekannt, dass er Tapete Records verlassen wird. Seitdem ist Gunther Buskies alleiniger Inhaber des Plattenlabels. Zum Unternehmen gehört auch das elektronisch ausgerichtete Label Bureau B, auf dem Künstler wie Karl Bartos, Roedelius, Faust und Kreidler ihre Alben veröffentlichen.
Tapete Records bringt jährlich 25 Platten auf den Markt. Bei einem Umsatz von rund 1,2 Millionen Euro erwirtschaftete das Label 2016 einen Gewinn von rund 36 000 Euro. Seit 2021 arbeitet das Label mit dem Ventil Verlag zusammen.

## Künstler
- 1000 Robota*
- 39 Clocks**
- A Projection
- Anajo
- Andreas Dorau
- Bambi Kino
- Bart Davenport
- Benjamin Dean Wilson
- Bernd Begemann & Die Befreiung
- Bill Pritchard
- Black Heino
- Botschaft
- Boy Omega*
- Brace/Choir*
- Brausepöter
- Chaplin
- Christian Kjellvander
- Clara Hill
- Comet Gain
- Darlo*
- Davey Woodward
- Desiree Klaeukens
- Dial M for Murder!
- Die Höchste Eisenbahn
- Die Liga der gewöhnlichen Gentlemen
- Die Radierer**
- Die Sonne
- Die Sterne**
- Die Time Twisters
- Die Zärtlichkeit
- Die Zimmermänner
- Dirk Darmstaedter’s Me and Cassity*
- Downpilot
- Dutch Uncles*
- Ecke Schönhauser*
- Erdmöbel*
- Elva
- Ezio*
- Family 5
- Fehlfarben
- Francesco Wilking
- Friedrich Sunlight
- Geschmeido*
- HEIM
- Hellsongs
- Hero & Leander*
- Herpes*
- HGich.T
- Hurricane#1*
- Jack Beauregard
- Jaguwar
- Jean Poly*
- Jetzt!
- John Howard & The Night Mail
- Jon Tabakin*
- Josh Ottum*
- Junior High*
- Kala Brisella
- Koenig der Moewen*
- Kolkhorst*
- Kristofer Åström
- Kristoffer Bolander
- Lacrosse*
- LAKE
- Last Days of April
- Levin Goes Lightly
- Lloyd Cole
- Male**
- Maplewood*
- Marcel Gein
- Martin Carr
- Max Goldt
- Men Among Animals*
- Mint Mind
- Mira, un Lobo*
- Mobylettes
- Montag*
- Moritz Krämer
- Naked Lunch
- Neo Rodeo
- Next Stop: Horizon*
- Nick Garrie**
- Nick Nicely
- Niels Frevert*
- Nom de Guerre
- Now, Now Every Children*
- Oliver Gottwald
- OVE
- Paul Dimmer Band*
- Pete Astor
- PeterLicht
- Pollens
- Rantanplan*
- Robert Forster
- Rocko Schamoni
- Roger Nichols & The Small Circle of Friends*
- Saal 2*
- Salim Nourallah*
- Samba*
- Schrottgrenze
- Schwefelgelb
- Simon Love
- Slapp Happy*
- SPC ECO
- Stereo Total
- Stubenhacker
- Superpunk*
- Tele
- Tess Wiley*
- The Catenary Wires
- The Clientele
- The Elephants*
- The Grand Opening*
- The Horror The Horror*
- The Late Call*
- The Lilac Time
- The Monochrome Set
- The Proper Ornaments
- The Soft Hills
- The Telescopes
- The Times
- Timo Blunck
- Tony, Caro & John*
- Trucks
- Trust Fund
- unhappybirthday
- Urlaub in Polen
- We Are Muffy
- Wolke
- Zimt

Die mit * gekennzeichneten Musiker und Bands sind ehemalige Tapete-Künstler. ** kennzeichnen Reissues auf dem Label.

## BootBooHook-Festival

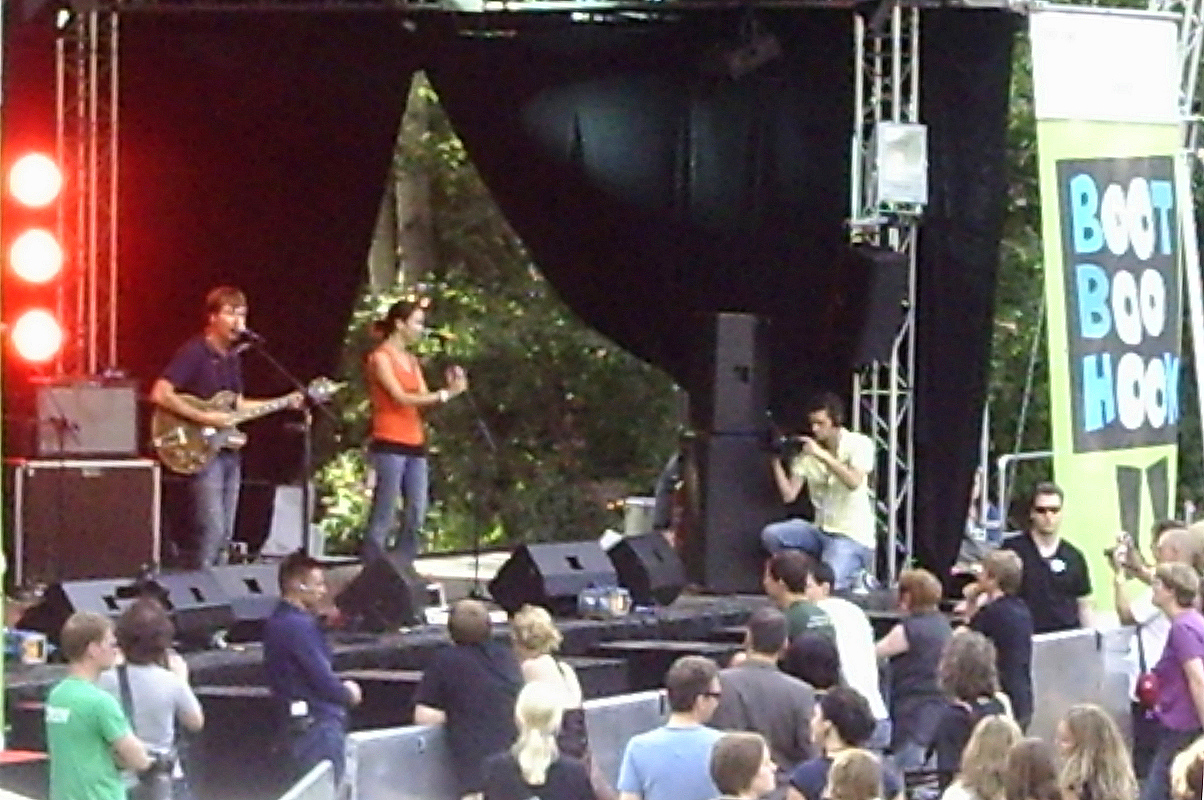
Dirk Darmstaedter beim BootBooHook Festival 2009

Von 2008 bis 2012 veranstaltete Tapete Records gemeinsam mit dem Kulturverein FAUST e. V. und dem Spandau Projekt jährlich im August das mehrtägige BootBooHook Festival in Hannover. Neben deutschen Bands des Tapete Labels traten zunehmend internationale Acts auf. Von 2008 bis 2011 fand das Festival auf dem FAUST-Gelände im Stadtteil Linden-Nord statt, aufgrund von Anwohnerbeschwerden und der begrenzten Größe des Geländes zog das Festival 2012 um auf das ehemalige Gelände der Expo 2000, dem Expo Park am Kronsberg.
Beim ersten Festival 2008 traten etwa 20 Bands auf den Bühnen der „60er-Jahre-Halle“ und des „Mephisto“ auf, darunter Superpunk, Anajo und Bernd Begemann. Es wurde von rund 1200 Zuschauern besucht. 2009 wurde das Festival deutlich größer. Das Gelände wurde um einen Campingplatz und eine große Openair-Bühne erweitert, sodass über 30 Bands, darunter Tocotronic, Kettcar, Fehlfarben und Tele, vor 5000 Zuschauern auftraten. 2010 traten als Headliner The Notwist, Hot Chip, Friska Viljor, The Go! Team und Die Sterne auf. Erneut kamen an zwei Festivaltagen rund 5000 Besucher. 2011 fand das Festival erstmals an drei Tagen statt, als Bands waren u. a. Wir sind Helden und Die Goldenen Zitronen dabei. Auf dem neuen Gelände am Kronsberg fanden 4000 bis 6000 Besucher Platz, es gab drei Bühnen, ein Partyzelt und einen Campingplatz.
Am 3. Juni 2013 wurde bekanntgegeben, dass das BootBooHook Festival im Jahr 2013 nicht stattfinden wird. Grund war der Vorverkauf, der weit unter den Erwartungen des Veranstalters lag. Zudem meldete die BootBooHook GmbH, dass sie Insolvenz anmelden wird.

## Hanse Song Festival
Das von Tapete Records organisierte Hanse Song Festival fand 2012 zum ersten Mal statt, Austragungsort ist die Hansestadt Stade unweit von Hamburg. Das Konzept des kleinen Festivals liegt darin, einen Abend lang Pop- und Folkmusiker an besonderen Spielstätten in der Stader Altstadt auftreten zu lassen. Die verschiedenen Bühnen sind innerhalb weniger Minuten fußläufig zu erreichen. Im Anfangsjahr 2012 begann man mit neun Künstlern, die im Königsmarcksaal, im Schwedenspeicher und in der Seminarturnhalle Konzerte gaben. 2013 kam als Spielstätte außerdem die St. Wilhadi-Kirche dazu, 2014 das Landgericht und 2015 der Alte Schlachthof. Am 21. März 2015 fand das vierte Hanse Song Festival statt, bei der die nunmehr sechs Spielstätten von 19 Künstlern bespielt wurden. Erstmals gab es am Vorabend auch eine Auftaktveranstaltung in Form einer musikalischen Lesung von Rocko Schamoni und Tex M. Strzoda. Nachdem das Festival in den ersten drei Jahren ausverkauft war, durften sich die Veranstalter auch im Jahr 2015 über knapp Tausend Besucher freuen. Das Hanse Song Festival 2020 wurde auf Grund der COVID-19-Pandemie zunächst vom 18. April 2020 auf den 12. Dezember 2020 verschoben und dann am 8. September 2020 schließlich abgesagt. Alternativ fanden zwei Open-Air-Konzerte, Hanse Song Special #1 und #2, im Lichtspielgarten statt. Das zehnjährige Jubiläum konnte am 11. Mai 2022 stattfinden. 
- Line Up 2012 (17. März 2012): Bernd Begemann und die Befreiung, Lloyd Cole, Dirk Darmstaedter’s Me And Cassity, Ezio, Niels Frevert, Denis Jones, Olli Schulz, Tess Wiley, Francesco Wilking

- Line Up 2013 (9. März 2013): Kristofer Åström, Jack Beauregard, Boy Omega, Cäthe, Hellsongs, Die Höchste Eisenbahn, Caroline Keating, Desiree Klaeukens, Kolkhorst, Tim Neuhaus, Pohlmann, Nicolas Sturm & Klingen-Ensemble, Wolke

- Line Up 2014 (15. März 2014): Luka Bloom, Michel van Dyke, Fotos, Kat Frankie, The Grand Opening, Honig, Christian Kjellvander, Wolfgang Müller, Next Stop: Horizon, Perry O’Parson, Ryan O’Reilly, Jan Plewka & Marco Schmedtje, The Soft Hills, The Tiny, Friedemann Weise

- Line Up 2015 (20./21. März 2015): Berge, Chaplin, ClickClickDecker, Die Sonne, Fehlfarben, Felix Meyer, Isolation Berlin, Lambert, Last Days of April, Locas in Love, Marcel Gein, Miss Kenichi, Moddi, Niels Frevert, Rocko Schamoni & Tex M. Strzoda, Saal 2, Sebel, The Late Call, Traded Pilot

- Line Up 2016 (23. April 2016): Jonas Alaska, Federico Albanese, And The Golden Choir, Bernd Begemann, Kristoffer Bolander, John Bramwell, Matteo Capreoli, Der Ringer, Jochen Distelmeyer, Joco, Martin Kohlstedt, Lilly Among Clouds, Lùisa, Pohlmann, Bill Pritchard, Nicolas Sturm, Sarah And Julian, Talking To Turtles, Thomstudio, Wellness

- Line Up 2017 (22. April 2017): Mario Batković, Benne, Enno Bunger, Carlos Cipa, Dear Reader, Andreas Dorau, Gurr, Judith Holofernes, JaKönigJa, Christian Kjellvander, Gisbert zu Knyphausen, Chad Lawson, Louka, Lina Maly, Meadows, Odeville, Schenkewitz, Schrottgrenze, John Smith, Stabil Elite, Friedrich Sunlight

- Line Up 2018 (28. April 2018): Alin Coen, Anna Depenbusch, Element of Crime, Hannah Epperson, Erregung Öffentlicher Erregung, Nick Garrie, Gløde, Matt Gresham, Helgen, Dorit Jakobs, Jungstötter, Klan, Svavar Knutúr, Max Richard Leßmann, Ove, Das Paradies, Better Person, Jordan Prince, Christiane Rösinger, Albrecht Schrader, Sun Tailor, Tex, Veranda Music

- Line Up 2019 (27. April 2019): Timo Blunck, Tristan Brusch, Burkini Beach, Choir Division, Downpilot, Erdmöbel, Jon Flemming Olsen, Gemma Ray, Pieter de Graaf, Honig, Hanne Hukkelberg, International Music, Deniz Jaspersen, Moritz Krämer, Du Herr Lampio, Die Liga der gewöhnlichen Gentlemen, Lilly Among Clouds, Barbara Morgenstern, Nisse, JuJu Rogers, Sam Vance-Law, Violetta Zironi

- Line Up Hanse Song Special #1 (26. September 2020): Kaiser Quartett und Lambert

- Line Up Hanse Song Special #2 (3. Oktober 2020):  Wallis Bird und Dota

- Line Up 2022 (11. Mai 2022): anaïs, Lisa Bassenge, BAYUK und Michael Girke von Jetzt!,  Florence Besch, il Civetto, Jochen Distelmeyer, The Düsseldorf Düsterboys, Fritzi Ernst, Fortuna Ehrenfeld (solo am Piano), Tom Gatza und Mulay, Marcel Gein, Herr D.K., Sophia Kennedy, Tom Liwa, Maeckes & Die Gitarre, Der Nino aus Wien, Resi Reiner und Gary Olson, Finn Ronsdorf, Lisa Who, Die Zimmermänner

- Line Up 2023 (6. Mai 2023): Blumengarten, Charlotte Brandi, Bulgarian Cartrader, Cäthe, Dolphin Love, Dota (Duo), Downpilot, Juse Ju, Juli, Karl die Große, Lawn Chair, Lena & Linus, Levin Liam, Lina Maly (Duo), Mola, John Moods, Ostzonensuppenwürfelmachenkrebs, Jacques Palminger & 440hz Trio, Pet Owner, Roller Derby, Albrecht Schrader, Temmis und Tess Wiley.

- Line Up 2024 (4. Mai 2024): Benjamin Amaru, Pete Astor, Shitney Beers, Berq, Braake, Brthr, Brockhoff, Tristan Brusch, Fiio, Katharina Franck, Nils Keppel, Lotte, Jupiter Jones, Ivo Martin, Moyka, Joshua Murphy, Nichtseattle, Sofi Paez, PeterLicht, Rosmarin, Stella Sommer, Tiny Wolves, Tjark, Egon Werler, Wolke

- Line Up 2025 (18. Mai 2025): Aaron, Amy Rigby, Bärchen und die Milchbubis, Bekkaa, Das Paradies, Die Mausis, Dino Brandão, Enno Bunger, iedereen, International Music, Jon Flemming Olsen, Lara Hulo, Levka, Louis Philippe, Luca Vasta, Marlo Grosshardt, Mina Richman, Moglii, Robert Stadlober, skuth, Stefanie Schrank, Tim Baldus, Tiny Wolves

## Müssen Alle Mit Festival (MAMF)
Das Müssen Alle Mit Festival (MAMF) wird seit 2013 von Tapete Records in Zusammenarbeit mit der Hansestadt Stade veranstaltet. Bei dem Festival handelt es sich um ein Eintagesfestival im Bürgerpark Stade, welches jährlich ca. 2000 Besucher anlockt. Musikalisch anzusiedeln ist es im Bereich Indie/Pop/Rock/Punk/HipHop.
Eine Besonderheit dieses Festivals ist die von „KonzertKulTour“ organisierte „Tour de MAMF“, eine Fahrradtour, die von Finkenwerder bis zum Festivalgelände führt. Im Programm der Tour ist ein Marmeladen-Mettfrühstück auf halber Strecke und Kuchen- und Sektempfang am Ziel in Stade.
- Line Up 2013: Kettcar, Die Liga der gewöhnlichen Gentlemen, Me and My Drummer, Naked Lunch, Turbostaat, Tusq; Moderation: Carsten Friedrichs[20]

- Line Up 2014: Thees Uhlmann & Band, William Fitzsimmons, Die Höchste Eisenbahn, Mozes And The Firstborn, Bernd Begemann & Die Befreiung, Brace/Choir, Soda Fabric; Moderation: Bernd Begemann[21]

- Line Up 2015: Nada Surf, Antilopen Gang, Käptn Peng & Die Tentakel von Delphi, Egotronic, Schrottgrenze, Rhonda, Oliver Gottwald; Moderation: Friedemann Weise[22]
- Line Up 2016: Tocotronic, Fraktus, Isolation Berlin, Trümmer, Fatoni, Die Liga der gewöhnlichen Gentlemen, Parcels; Moderation: Alex Tsitsigias (Schrottgrenze)[23]